# Ecclesia in America
Das nachsynodale Apostolische Schreiben Ecclesia in America von Papst Johannes Paul II. wurde am 22. Januar 1999 in Mexiko übergeben.
Das Dokument enthält die vom Papst akzeptierten und von ihm erweiterten Ergebnisse der ersten gemeinsamen Synode der römisch-katholischen amerikanischen Bischöfe. Diese hatte vom 16. November bis 12. Dezember 1997 in Rom stattgefunden und die Einheit Amerikas und die Bedeutung der Ortskirchen als Instrumente der Einheit nachdrücklich herausgestellt und damit die Vision eines künftigen Amerikas mit einer gerechten Gesellschaft auf der einen mit dem Konzept einer neuen Evangelisierung des gesamten Kontinents auf der anderen Seite verbunden.
Die Begegnung mit Jesus Christus im heutigen Amerika sowie die Situation der Menschen in Amerika und ihre Begegnung mit ihm wird behandelt. Besondere Probleme im amerikanischen Lebensraum werden erörtert, die sich im Bereich der Erziehung und des Sozialwesens, im Zusammenhang mit dem Phänomen der Globalisierung und der zunehmenden Landflucht sowie mit Drogenhandel und -konsum manifestieren. Dabei wird die Gottesmutter Maria als Mittlerin zwischen dem Gottessohn und den Menschen in die Überlegungen einbezogen.
Bestehende Sorgen müssten zu einem Weg der Umkehr führen. Deshalb sei der Ruf danach umso dringlicher, zumal die soziale Dimension der Umkehr noch nicht überschaubar sei. Die universale Berufung zur Heiligkeit Jesu sei der einzige Weg zur Heiligkeit, zur Buße und Versöhnung, heißt es weiterhin.
Ferner werden Ansatzpunkte erläutert, deren klare Wirkung in der christlichen Gemeinschaft liegen. Die Eucharistie sei der Mittelpunkt der Gemeinschaft und in ihr eingebunden seien die Bischöfe, Priester, Diakone und die Ordensgemeinschaften. Es gelte, die Laien und deren Familien an die Erneuerung heranzuführen, und deshalb sei das Element der Gemeinschaft eine wichtige Herausforderung für die christliche Familie. In diese Aufgabe dürften aber nicht die kirchlichen Beziehungen zu den jüdischen Gemeinschaften und zu anderen nichtchristlichen Religionen vernachlässigt werden.
Der Papst widmet sich in diesem Schreiben der besonderen Bedeutung der Solidarität. Er zeigt Wege zur Solidarität auf und betont die besondere Kraft der christlichen Solidarität. Ziel sei es, die Menschenrechte zu stärken, Korruption und Drogenmissbrauch zu bekämpfen und Randgruppen in die Gemeinschaft zu integrieren. Besonders die Problematik der Einwanderung und der dadurch ausgelösten Konflikte mit Einheimischen findet großen Raum.
Es werden theologische Aufgabenfelder angesprochen, zu denen die Neuevangelisierung und die Verkündung der Frohen Botschaft gehöre. Vorrangig gehören hierzu Bildung und Erziehung, die Nutzung der Massenmedien und die Evangelisierung der Kultur. In diesem Zusammenhang wird auch auf das vom Zweiten Vatikanischen Konzil herausgegebene Dekret „Ad gentes“ verwiesen. Den Abschluss des Dokuments bildet ein Gebet zu Jesus Christus für die Familien Amerikas.

## Weblink
- Text des Schreibens als PDF-Dokument zum Download